# التدخين في ألبانيا

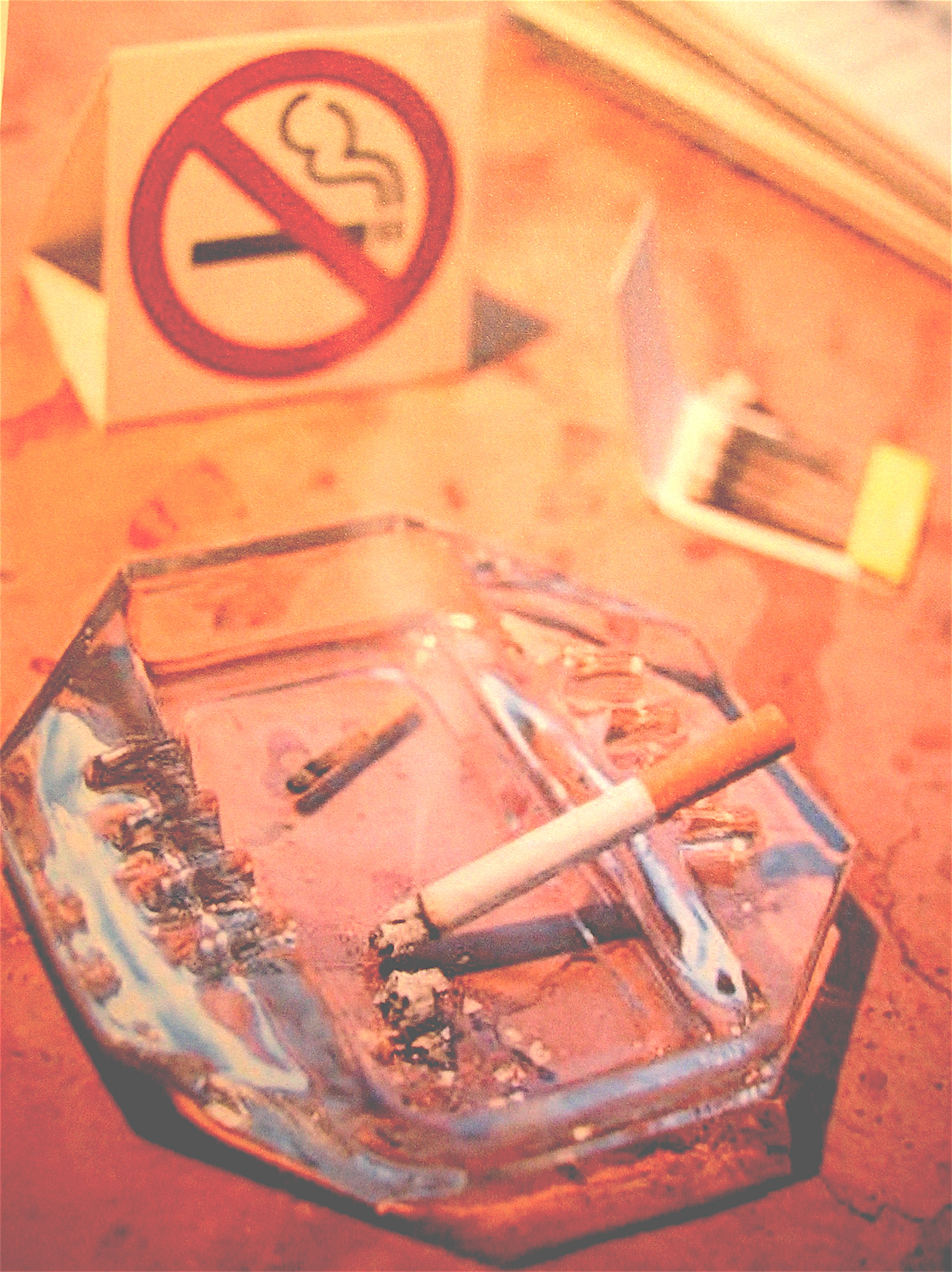

التدخين في ألبانيا منتشر، حيث أن نسبة 40% من الألبان يدخنون بصورة منتظمة. في أوروبا، تعد تركيا الدولة الوحيدة التي ينتشر فيها التدخين بين مواطنيها بمعدل أعلى مما هو عليه في ألبانيا. ينفق الألبان سنويا أكثر من 300 مليون يورو على منتجات التبغ. سنت ألبانيا قوانين صارمة ضد التدخين سنة 2007، ولكنها لم تُنفذ بصرامة. أخذ معدل انتشار التدخين في الارتفاع ول سيما في صفوف المراهقات اللواتي تتراوح أعمارهن ما بين 13 و15 سنة. أما لدى المراهقين الذكور من نفس الفئة العمرية، فنسبة المدخنين تُشكل 155.
على الرغم من أن القانون يمنع تدخين السجائر في الأماكن العامة، كالمطاعم والحانات، وأماكن العمل، إلخ... إلا أن الألبان يدخنون بانتظام في هذه الأماكن خاصة في الليل وفي عطلات نهاية الأسبوع. منع التدخين يتم احترامه بشكل عام في وسائل النقل العمومية بالعاصمة تيرانا حيث يقوم الناس بإطفاء سيجارتهم قبل صعودهم للحافلات.
يُحكى أن زوغ الأول ملك الألبان كان يدخن 200 سيجارة في اليوم الواحد، مما يمكن أن يجعله أكثر مدخن في جيله.